# Olympische Sommerspiele 1980/Bogenschießen
Bei den XXII. Olympischen Sommerspielen 1980 in Moskau wurde im Bogenschießen je ein Wettbewerb für Männer und Frauen ausgetragen.
Das olympische Turnier im Bogenschießen wurde als doppelte FITA-Runde geschossen. In der FITA-Runde schossen die 29 teilnehmenden Damen auf 70 m, 60 m, 50 m sowie 30 m Entfernung und die 38 teilnehmenden Herren auf 90 m, 70 m, 50 m sowie 30 m Entfernung jeweils 36 Pfeile. Bei den beiden längeren Distanzen wurde, sowohl bei Männern wie auch bei Frauen, auf Zielauflagen mit 122 cm Durchmesser geschossen. Für die beiden kürzeren Distanzen hatten die Auflagen 80 cm Durchmesser.
Der Boykott der Spiele in Moskau durch zahlreiche NOK's hatte auch Auswirkungen auf das olympische Bogenturnier. Es fehlten viele der favorisierten Nationen, die ansonsten bei der Vergabe der Medaillen ebenfalls mitgeredet hätten.

## Bilanz

### Medaillenspiegel
| Platz  | Land        | Gold | Silber | Bronze | Gesamt |
| ------ | ----------- | ---- | ------ | ------ | ------ |
| 1      | Sowjetunion | 1    | 2      | –      | 3      |
| 2      | Finnland    | 1    | –      | 1      | 1      |
| 3      | Italien     | –    | –      | 1      | 1      |
| Gesamt | Gesamt      | 2    | 2      | 2      | 6      |

### Medaillengewinner
| Disziplin     | Gold                       | Silber                   | Bronze                  |
| ------------- | -------------------------- | ------------------------ | ----------------------- |
| Einzel Männer | Tomi Poikolainen (FIN)     | Boris Issatschenko (URS) | Giancarlo Ferrari (ITA) |
| Einzel Frauen | Ketewan Lossaberidse (URS) | Natalja Butusowa (URS)   | Päivi Meriluoto (FIN)   |

## Ergebnisse

### Männer

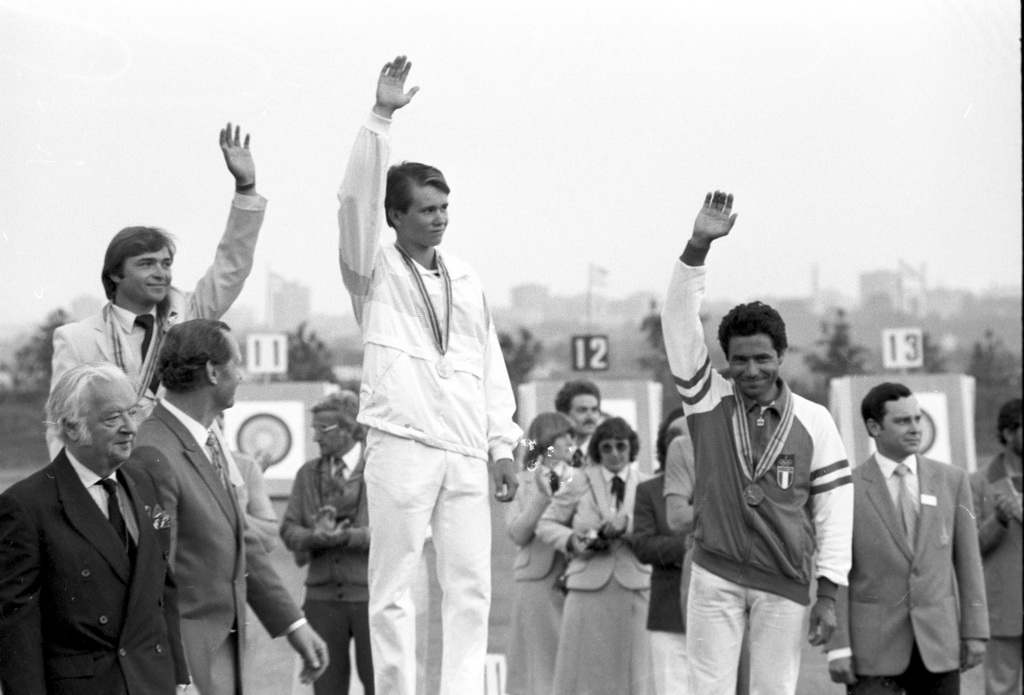
Die Olympiasieger – Männer

| Platz | Land | Athlet             | Punkte |
| ----- | ---- | ------------------ | ------ |
| 1     | FIN  | Tomi Poikolainen   | 2455   |
| 2     | URS  | Boris Issatschenko | 2452   |
| 3     | ITA  | Giancarlo Ferrari  | 2449   |
| 4     | GBR  | Mark Blenkarne     | 2446   |
| 5     | HUN  | Béla Nagy          | 2446   |
| 6     | URS  | Wladimir Jeschejew | 2432   |
| 7     | FIN  | Kyösti Laasonen    | 2419   |
| 8     | HOL  | Marinus Reniers    | 2418   |

### Frauen

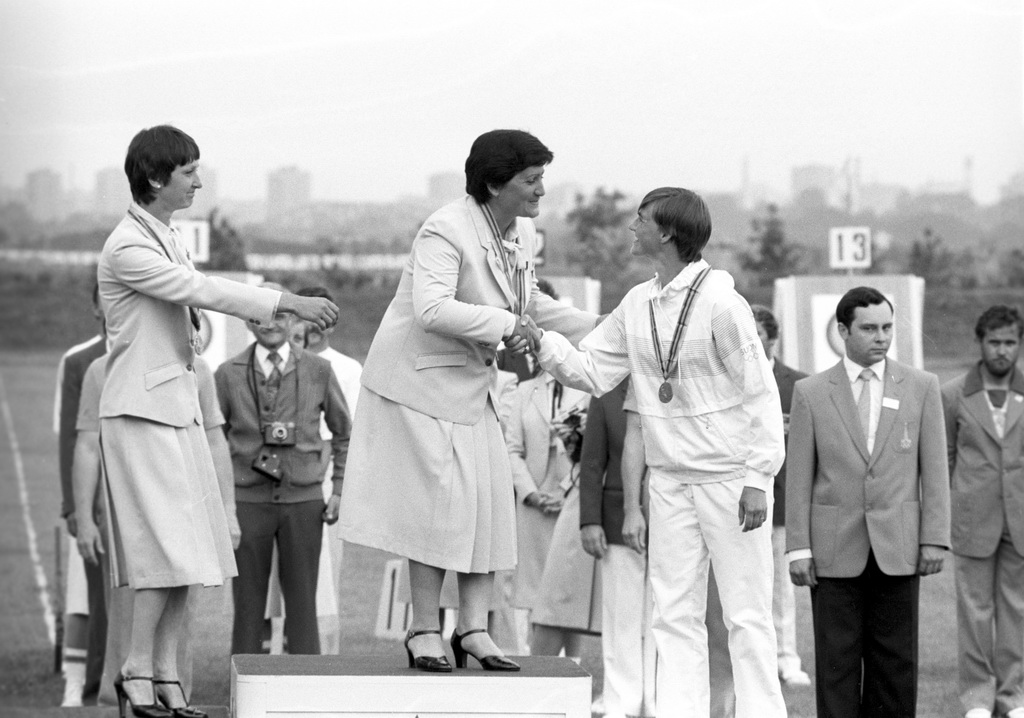
Die Olympiasieger – Frauen

| Platz | Land | Athletin             | Punkte |
| ----- | ---- | -------------------- | ------ |
| 1     | URS  | Ketewan Lossaberidse | 2491   |
| 2     | URS  | Natalja Butusowa     | 2477   |
| 3     | FIN  | Päivi Meriluoto      | 2449   |
| 4     | TCH  | Zdeňka Padevětová    | 2405   |
| 5     | PRK  | Gwang Sun-o          | 2401   |
| 6     | HOL  | Catharina Floris     | 2382   |
| 7     | POL  | Maria Szeliga        | 2365   |
| 8     | SUI  | Charlotte Tschanz    | 2346   |